# 蒂莫泰·韦吉亚
蒂莫泰·韦吉亚（法語：Timothé Vergiat，1998年3月7日—），生于罗阿讷，法国男子篮球运动员，曾联同卢卡·迪苏利耶、朱尔·朗博和弗兰克·塞格拉获得2024年夏季奥林匹克运动会男子三人篮球银牌。